# منحنی بقای سلول

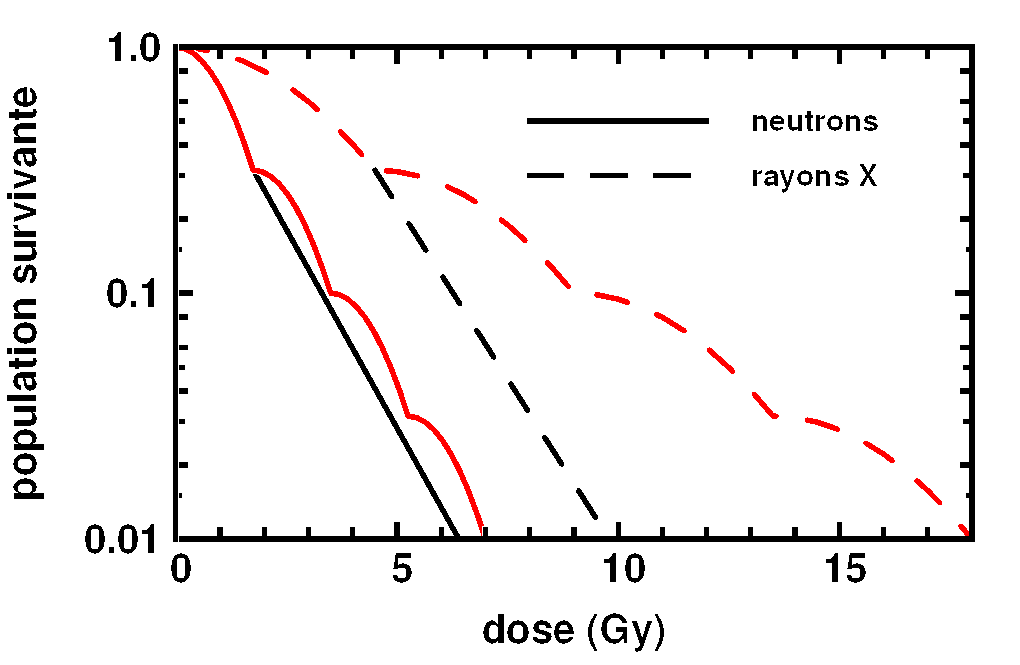

منحنی بقای سلول (به انگلیسی: Cell survival curve) یک منحنی پرمصرف در رادیوبیولوژی است که رابطه بین دز تشعشع و نسبت بقای سلول را توصیف می‌کند.
این منحنی معمولاً به صورت نیمه لگاریتمی ترسیم می‌شود و تعداد یا درصد ارگانیسم‌های باقی مانده را بر حسب دز دریافت شده را نشان می‌دهد.
زمانی که سلول‌های پستانداران مورد تابش واقع می‌شوند، همگی سلول‌ها به یک میزان تأثیر نمی‌گیرند. عوامل مختلفی مثل دز کل، آهنگ دز، LET تابش، مرحله خاص چرخه سلولی (M,G1,S,G2) و نوع سلول بر آسیب ایجاد شده از سوی تابش تأثیر خواهد گذاشت. تعدادی از سلول‌ها ممکن است از بین بروند و بقیه زنده خواهند ماند. پاسخ سلولی به تابش به وسیلهٔ آنچه منحنی بقای سلولی نامیده می‌شود، به نمایش در می‌آید. سلول‌های زنده مانده، سلول‌هایی هستند که پس از تابش همه فعالیت‌های تولید مثل و عملکردی را نگه می‌دارند، در حالی که مرگ سلول‌ها با از دست رفتن عملکرد در سلول‌های تمایز یافته و با از دست رفتن فعالیت تولید مثلی در سلول‌های تمایز نیافته مشخص می‌شود. منحنی بقای سلولی در شکل نشان داده شده‌است. برای تابشهایی با LET بالا مانند ذرات آلفا و نوترون‌های کم انرژی، منحنی بقا، خطوط تقریباً راستی هستند که از کمترین دزها آغاز می‌شوند.